# تائوماسیت
تائوماسیت  (به انگلیسی: Thaumasite) با فرمول شیمیایی Ca3[CO3 - S04 - Si(OH)6].12H2O از مجموعه کانی هاست و حل شونده در HCl از کلمه یونانی thaumasio به معنای عجیب و تعجب آور گرفته شده‌است. حل شونده در HCl CaO:۱۰٫۹۸٪ CO۲:۸٫۶۲٪ SO۳:۱۵٫۶۸٪ SiO۲:۱۱٫۷۷٪ H2O:۵۲٫۹۵٪ برای اولین بار در آمریکا کشف شد و از نظر شکل بلور: منشوری - آسیکولار، رنگ: سفید، شفافیت: شفاف - نیمه شفاف، جلا: شیشه‌ای - ابریشمی، سیستم تبلور: هگزاگونال و در رده‌بندی سیلیکات است و منشأ تشکیل آن هیدروترمال است.
همایند کانی‌شناسی (پارانژ) آن داوسونیت - گارونیت- آلوموهیدروکلسیت- آلومونیت- آپوفیلیت است
، از نظر ژیزمان بلور- اگرگات درخشان - الیافی تقریباًََ کمیاب است و بیشتر در آلمان غربی، سوئد، نروژ، آمریکا یافت می‌شود.